# استبيان CORE-OM
استبيان CORE-OM أو ن.س.ت.ر – ق.ن. (نتائج سريرية في التقييم الروتيني – قياس النتائج) هو عبارة عن مقياس تقريري ذاتي شائع، خاص بدرجة الشعور بالأزمة النفسية العالمية، ويمكن استخدامه بمثابة أداة أولية لفحص وتقييم الاستجابة للعلاج النفسي.